# The Under Cover Sessions
The Under Cover Sessions è un EP del gruppo musicale statunitense Ill Niño, pubblicato nel 2006.

## Tracce
1. Arrastra – 3:20
2. Zombie Eaters (featuring Chino Moreno of Deftones) (Faith No More cover) – 5:59
3. Reservation for Two – 3:15
4. Red Rain (Peter Gabriel cover) – 4:15
5. Territorial Pissings (Nirvana cover) – 2:27

## Formazione
- Cristian Machado - voce
- Ahrue Luster - chitarra
- Diego Verduzco - chitarra
- Lazaro Piña - basso
- Dave Chavarri - batteria
- Danny Couto - percussioni
- Omar Clavijo - tastiera
- Chino Moreno - voce (in Zombie Eaters)